# Le Canarien
Le Canarien (El Canario) es una crónica y diario de campaña de la expedición de conquista de las islas Canarias organizada a principios del siglo XV por el barón normando Jean IV de Béthencourt asociado con el senescal pictavino Gadifer de La Salle. La crónica fue editada y modificada en forma de, al menos, dos versiones a partir de unos manuscritos originales de los frailes franciscanos Jean Le Verrier y Pierre Boutier, cronistas de la expedición y capellanes de Béthencourt y La Salle, respectivamente. Se trata de la primera documentación escrita sobre la conquista de Canarias y la única información disponible sobre el modo de vida de los nativos isleños a la llegada de los primeros conquistadores.
Además de la narración de los hechos más destacados de la conquista, la crónica incluye, entre otros contenidos, un catecismo simplificado para su impartición a los isleños bautizados y una breve descripción de las siete islas y de sus habitantes.

## Versiones de los textos originales
Se conocen dos versiones del relato escrito por Jean Le Verrier y Pierre Boutier: el códice Egerton 2709 y el códice Montruffet.

### Versión de Gadifer de La Salle: el códice Egerton 2709 o texto G

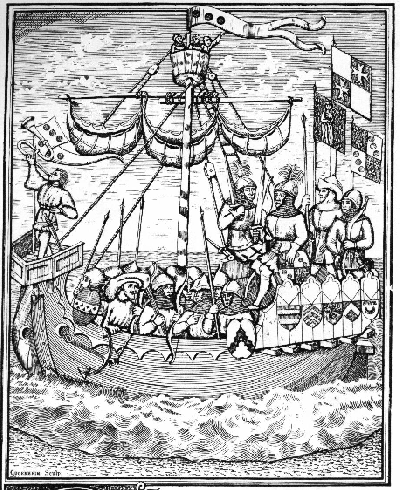
Grabado de la expedición de Jean IV de Béthencourt y Gadifer de La Salle a las islas Canarias. En esta ilustración, creada a partir de la original polícroma incluida en el códice Egerton 2709 o texto G de Le Canarien, se observan las insignias de La Salle, mientras que las de Béthencourt han sido borradas (cuadrados en blanco en el más alto de los estandartes de popa).

Adquirido por el Museo Británico en 1888 y conservado actualmente en la Biblioteca Británica, el códice Egerton 2709 --también denominado texto G-- es la versión más antigua conocida de Le Canarien --elaborada entre 1404 y 1420--, atribuyéndose la misma al propio Gadifer de La Salle. Las principales características del mismo son:
- Es la más breve de las versiones (aproximadamente la tercera parte del texto B), dividida en 70 capítulos en las ediciones modernas.
- Carece de viñetas, a diferencia del texto B.
- Los hechos históricos descritos comienzan con la partida de la expedición de conquista de La Rochelle el 1 de mayo de 1402 y finalizan con la construcción del castillo de Baltarhais o Valtarajal, en Fuerteventura, en 1404.
- Presenta una relación cronológicamente más rigurosa y objetiva de los hechos históricos que la ofrecida por el texto B.
- Critica la actuación de Béthencourt durante la campaña de conquista, atribuyendo la mayor parte de los esfuerzos puestos en la misma a La Salle.

### Versión de Jean V de Béthencourt: el códice Montruffet o texto B
Redactado entre 1488 y 1491 y atribuido a Jean V de Béthencourt, sobrino del conquistador normando, el manuscrito conocido como texto B fue donado a la Biblioteca Municipal de Rouen tras la II Guerra Mundial, donde se conserva actualmente. Sus principales características son:
- Es la más extensa de las versiones (aproximadamente tres veces el texto G), estando dividida en 88 capítulos en las ediciones modernas.
- Contiene 84 viñetas con leyendas que han servido de base para dividir la obra en capítulos.
- Los hechos históricos descritos comienzan con la partida de Béthencourt desde su feudo normando de Grainville-la-Teinturière en 1402 para iniciar los preparativos de la campaña de conquista y finalizan con su muerte en 1422 tras regresar a dicha población (en realidad, entre 1425 y 1426).
- Presenta una exposición irregular de los sucesos, ofreciendo una cronología bastante improbable en numerosas ocasiones, llegando incluso a exponer datos falsos y usurpación de hechos.
- Es un panegírico de Jean IV de Béthencourt, elogiando su papel en la expedición de conquista.

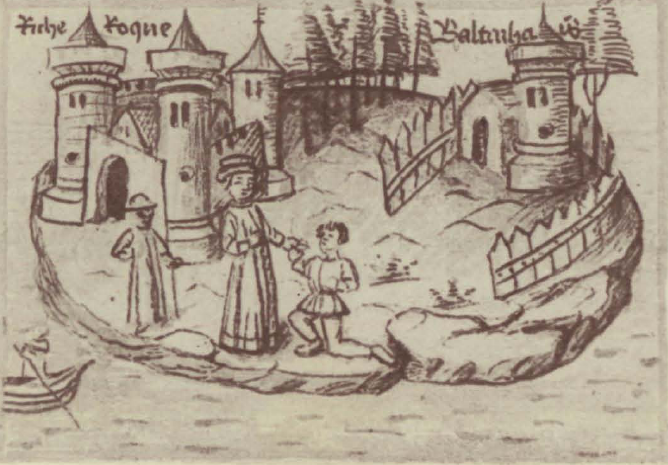
Cómo Béthencourt y Gadifer tuvieron controversias, viñeta del capítulo LXI del códice Montruffet o texto B de Le Canarien.

## Ediciones modernas
La primera edición moderna de la obra se debe a Elías Serra y Alejandro Cioranescu (La Laguna, Instituto de Estudios Canarios, Fontes rerum Canariarum, VIII, IX y XI, 1959-1965). Desde 2003 se cuenta una nueva edición, de notable factura, con estudio de los manuscritos, transcripción de los textos y su traducción al español, a cargo de los profesores de la Universidad de La Laguna Eduardo Aznar, Berta Pico y Dolores Corbella (Le Canarien. Manuscritos, transcripción y traducción. Aznar, Eduardo. Pico, Berta. Corbella, Dolores (Manuscritos, transcripcción y traducción), La Laguna, Instituto de Estudios Canarios, 2003). A su vez, a esta edición hay que añadir la publicación en 2006 de Le Canarien. Retrato de dos mundos, obra en dos volúmenes a cargo de este mismo grupo de investigadores de la Universidad de La Laguna. En ella se recoge, por una parte, una edición y estudio comparado de los textos cronísticos y, por otra parte, toda una serie de trabajos dedicados al análisis de esta obra literaria, su transmisión y difusión y al propio contexto de la conquista de Canarias [Aznar, Eduardo; Corbella, Dolores; Pico, Berta & Tejera, Antonio (coordinadores), Le Canarien. Retrato de dos mundos. I. Textos, La Laguna, Instituto de Estudios Canarios, 2006 (2ª ed. 2007). Aznar, Eduardo; Corbella, Dolores; Pico, Berta & Tejera, Antonio (coordinadores), Le Canarien. Retrato de dos mundos. II. Contextos, La Laguna, Instituto de Estudios Canarios, 2006].